# Lupus eritematoso cutaneo subacuto
Per lupus eritematoso cutaneo subacuto (in sigla SCLE), si intende una forma di lupus eritematoso cutaneo con caratteristiche cliniche e sierologiche specifiche che si verifica preferibilmente nelle donne caucasiche. Fu discusso per la prima volta come entità distinta da Gilliam nel 1977. Negli anni successivi la sua descrizione è stata estesa ed approfondita da Sontheimer e altri.
I soggetti affetti da SCLE hanno tipicamente problemi cutanei, che si presentano generalmente con eritema rosso, rialzato, squamoso nelle aree del corpo esposte al sole, e muscoloscheletrici.
Generalmente non sviluppano gravi malattie sistemiche, e solo la metà di loro ha quattro o più dei criteri dell'American Reumatism Association per la diagnosi di lupus eritematoso sistemico.
Il SCLE può essere considerato una malattia relativamente benigna con una gravità intermedia tra il lupus eritematoso cutaneo acuto e quello cronico.

## SCLE farmaco indotto
L'associazione tra alcuni farmaci ed il rischio di sviluppare il SCLE non è stata ben definita e non è stato individuato un chiaro meccanismo causale. Alcune ricerche epidemiologiche associano quasi un terzo dei casi di SCLE alla precedente esposizione a farmaci sospetti in soggetti geneticamente predisposti o con alti titoli di anticorpi antinucleari (ANA) e anticorpi anti-istone.
I farmaci che sono stati associati all'insorgenza e/o esacerbazione di questa malattia sono: idroclorotiazide, inibitori dell'enzima di conversione dell'angiotensina, bloccanti dei canali del calcio, terbinafina, inibitori TNF-a, antiepilettici e inibitori della pompa protonica.

## SCLE neonatale
Esiste anche una forma neonatale di SCLE dovuta al passaggio attraverso la barriera placentare di autoanticorpi materni specifici. Nei neonati con autoimmunità derivata dalla madre il SCLE si presenta con una distribuzione delle lesioni cutanee diversa da quella tipica negli adulti. La malattia del neonato (lupus neonatale) si risolverà dopo pochi mesi, quando il neonato avrà gradualmente eliminato tutti gli anticorpi materni. Non si tratta quindi di una malattia infettiva, né di una malattia ereditaria.

## Classificazione
In funzione della tipo di lesioni cutanee prevalenti si possono considerare due forme di SCLE:
- SCLE Anulare
- SCLE Papulosquamoso/Psoriasiforme

## Clinica
Il SCLE mostra una significativa associazione con specifici profili immunogenetici (HLA-DR2 o HLA-DR3) e con manifestazioni sovrapposte della sindrome di Sjögren o alti livelli di anticorpi anti-Ro/SSA.
Inizialmente, le lesioni del SCLE si presentano come macchie e papule eritematose che si evolvono in placche papulosquamose o anulari/policicliche squamose. Alcuni studi hanno osservato una predominanza delle lesioni papulosquamose (39-50% dei casi), mentre altri hanno mostrato un'abbondanza di quelle anulari-policliche (42-50% dei casi). Varie ricerche hanno rilevato la presenza di entrambi i tipi di lesione (circa il 16% dei casi).
Generalmente, le lesioni del SCLE non hanno esiti cicatriziali ma possono esserci modificazioni durevoli e permanenti della pigmentazione,  simili a quelle della vitiligine.
Il SCLE ha una distribuzione caratteristica delle lesioni prevalentemente nelle aree esposte al sole, in particolare la parte superiore del torace e della schiena, l'area del collo, gli avambracci, il dorso delle mani.
I dati sulla frequenza delle lesioni sul viso sono controversi (20-66% dei casi) e sorprendentemente varie ricerche indicano una minor frequenza delle lesioni in altre aree più esposte al sole: cuoio capelluto, polpacci.
Una alta percentuale (27-100%) di soggetti con SCLE è stata segnalata come anormalmente fotosensibile e gli studi sperimentali hanno mostrato risultati positivi nei test di fotoprovocazione con UVA e/o U VB nel 63% dei casi. Tuttavia, alcuni gruppi etnici, come quello giapponese e quello cinese, sembrano essere meno fotosensibili.
Il SCLE nei neonati è caratterizzato da placche fotosensibili anulari, eritematose, non screpolate, talvolta associate a ipopigmentazione. Occasionalmente, si verificano lesioni che ricordano la cute marmorata congenita. L'esordio è generalmente nelle prime settimane di vita, sebbene in molti casi siano state notate lesioni alla nascita.
Altre lesioni cutanee non specifiche del lupus eritematoso sono state descritte in pazienti con SCLE Le più frequentemente riscontrate includono alopecia, mucinosi dermica, livedo reticularis, teleangiectasie periunguali, fenomeno di Raynaud e vasculite.

## Terapia
Come farmaci si somministrano corticosteroidi (esempio il prednisone 0,5 mg/kg al giorno). Anche alcuni farmaci antimalarici provocano effetti benefici.